# Trebovljani
Trebovljani (en cirílico: Требовљани) es una aldea de la municipalidad de Gradiška, Republika Srpska, Bosnia y Herzegovina.

## Población
| Composición de la Población - Aldea de Trebovljani | Composición de la Población - Aldea de Trebovljani | Composición de la Población - Aldea de Trebovljani | Composición de la Población - Aldea de Trebovljani | Composición de la Población - Aldea de Trebovljani |
| -------------------------------------------------- | -------------------------------------------------- | -------------------------------------------------- | -------------------------------------------------- | -------------------------------------------------- |
|                                                    | 2013                                               | 1991                                               | 1981                                               | 1971                                               |
| Total                                              | 361                                                | 425 (100,0%)                                       | 441 (100,0%)                                       | 493 (100,0%)                                       |
| Varones                                            | 187                                                | -                                                  | -                                                  | -                                                  |
| Mujeres                                            | 174                                                | -                                                  | -                                                  | -                                                  |
| Bosniacos                                          | -                                                  | 1 (0,235%)                                         | -                                                  | -                                                  |
| Serbios                                            | 352                                                | 416 (97,88%)                                       | 440 (99,77%)                                       | 492 (99,80%)                                       |
| Croatas                                            | 7                                                  | 2 (0,471%)                                         | -                                                  | 1 (0,203%)                                         |
| Bosnio                                             | -                                                  | -                                                  | -                                                  | -                                                  |
| Musulmanes                                         | -                                                  | -                                                  | -                                                  | -                                                  |
| Gitanos                                            | -                                                  | -                                                  | -                                                  | -                                                  |
| Bosnio Herzegovino                                 | -                                                  | -                                                  | -                                                  | -                                                  |
| Macedonios                                         | -                                                  | -                                                  | -                                                  | -                                                  |
| Albaneses                                          | -                                                  | -                                                  | -                                                  | -                                                  |
| Yugoslavos                                         | -                                                  | 1 (0,227%)                                         |                                                    |                                                    |
| Ukranianos                                         | 1                                                  | -                                                  | -                                                  | -                                                  |
| Montenegrinos                                      | -                                                  | -                                                  | -                                                  | -                                                  |
| Eslovenos                                          | -                                                  | -                                                  | -                                                  | -                                                  |
| Ortodoxos                                          | -                                                  | -                                                  | -                                                  | -                                                  |
| Otros                                              | 1                                                  | 6 (1,412%)                                         | -                                                  | -                                                  |
| Sin declarar                                       | -                                                  | -                                                  | -                                                  | -                                                  |
| Desconocidos                                       | -                                                  | -                                                  | -                                                  | -                                                  |